# NA-2600
La  NA-2600  es una carretera local perteneciente a la Red de Carreteras de Navarra que se inicia en PK 55,48 de N-121-B y termina en Frontera Francia. Tiene una longitud de 11,9 kilómetros.